# Steadfast Defender 2024

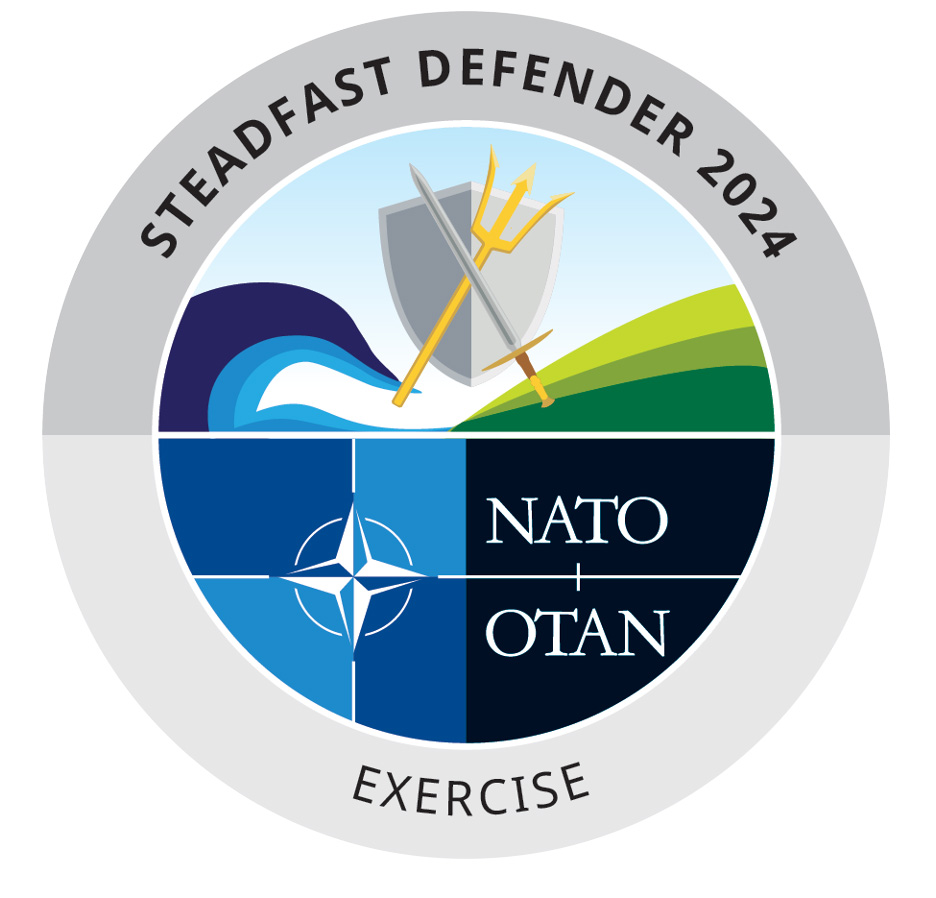
logo ćwiczeń Steadfast Defender 2024

Steadfast Defender 2024, Steadfast Defender 24 – ćwiczenia wojskowe przeprowadzone przez państwa NATO od 22 stycznia do 31 maja 2024 r., będące częścią serii ćwiczeń Steadfast Defender przeprowadzanych przez państwa członkowskie co 3 lata. Ćwiczą one reakcję na hipotetyczną agresję mocarstwa lub przeciwnika na kraj członkowski, aktywując Artykuł 5 Traktatu Północnoatlantyckiego. Steadfast Defender 24 są największymi manewrami NATO od zakończenia zimnej wojny.

## Liczebność wojsk
Łączna siła oddziałów wynosi ponad 90 000 żołnierzy. Wielka Brytania dostarczyła 20 000 personelu na manewry. 16 000 żołnierzy pochodziło z armii brytyjskiej, wśród nich 7 Lekka Brygada Zmechanizowana. Królewska Marynarka Wojenna zapewniła 2 000 marynarzy oraz 400 żołnierzy piechoty morskiej. W manewrach brało udział 15 000 polskich, 10 000 niemieckich, i 5 000 holenderskich żołnierzy.

## Sprzęt
W ćwiczeniach wykorzystano flotę myśliwców F-35B Lightning, samoloty Boeing P-8 Poseidon oraz lotniskowiec HMS Queen Elizabeth. Łącznie było to:
- ponad 50 okrętów,
- ponad 80 myśliwców, helikopterów i dronów,
- ok. 1100 wozów bojowych[11].

## Zaangażowane państwa
W ćwiczeniach Steadfast Defender 24 brały udział wszystkie państwa członkowskie NATO.

## Przebieg ćwiczeń
Ćwiczenia prowadzone w ramach Steadfast Defender 24 zostały podzielone na wiele pomniejszych operacji. Każda z nich skupiała się na danym rodzaju działań wojskowych w konkretnym terenie. Należą do nich:
- Marcom Livex 2024 (11 - 20 lutego)
- Brilliant Jump 2024 (12 - 28 lutego)[14][15]
- Quadriga 2024 (21 lutego - 30 maja)[16]
  - Grand North (21 lutego - 15 marca)
  - Grand Center (26 lutego - 26 kwietnia)
  - Grand South (26 kwietnia - 18 maja)
  - Grand Quadriga (2 - 30 maja)
- Joint Warrior 24-1 (24 lutego - 3 marca)[17]
- Dragon 24 (25 lutego - 14 marca)
- Trojan Footprint 24 (29 lutego - 14 marca)
- Crystal Arrow (4 - 15 marca)
- Nordic Response (3 - 14 marca)
- Crystal Arrow (4 - 15 marca)
- Defender 24 (8 kwietnia - 31 maja)
  - Saber Strike 24 (kwiecień)
  - Immediate Response 24 (21 kwietnia - 31 maja)
  - Swift Response 24 (14 maja - 14 czerwca)
- Brave Warrior (1 - 22 maja)
- Spring Storm (6 - 17 maja)

## Kontekst geopolityczny
Gen. Guglielmo Luigi Miglietta, dowódca JFC Brunssum oświadczył, że "odkąd Rosja rozpoczęła brutalną i niesprowokowaną wojnę przeciwko Ukrainie, skupianie się na możliwych scenariuszach wynikających z artykułu 5 traktatu waszyngtońskiego zyskało dla Sojuszu kluczowe znaczenie".

## Brilliant Jump

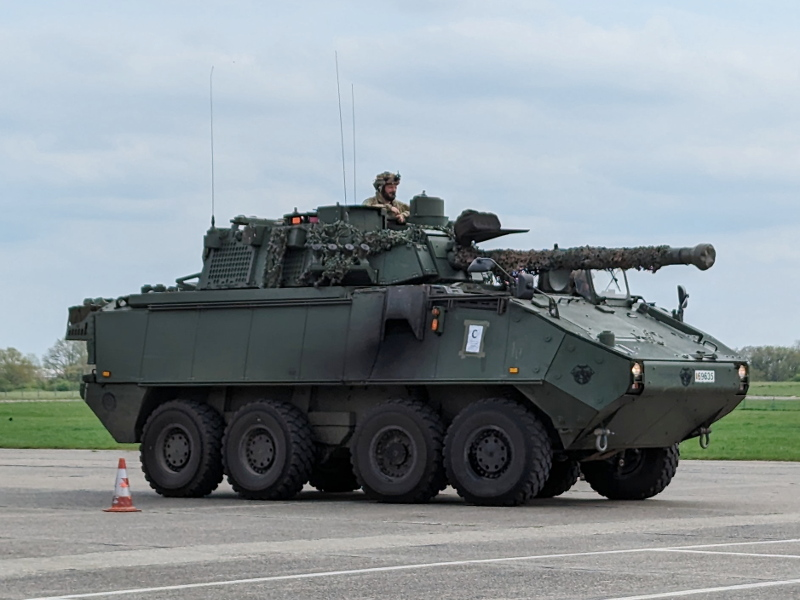
Wóz Bojowy Mowag Piranha IIIC DF90 w trakcie ćwiczeń Steadfast Defender 24

Ćwiczenia Brilliant Jump testowały działanie tzw. szpicy NATO (VJTF), wchodzącej w skład sił szybkiego reagowania NATO. Przez ponad tydzień siły sojusznicze z Albanii, Polski, Hiszpanii, Turcji i Wielkiej Brytanii, które tworzą VJTF, doskonaliły swoje umiejętności w zakresie szybkiego rozmieszczania, gotowości i zdolności reagowania. Ponad 3000 wojskowych z 700 pojazdami trenowało i testowało swoje możliwości. W ćwiczeniach brały udział m.in. brytyjska 7. Lekka Brygada Zmechanizowana, 300 żołnierzy armii hiszpańskiej należących do 10. Brygady Zmechanizowanej i 10. Brygady Logistycznej będących częścią 10. Brygady "Guzmán el Bueno" oraz 1 batalion czołgów należący do 1. Warszawskiej Brygady Pancernej.
Ćwiczenie Brilliant Jump, prowadzone pod dowództwem Sojuszniczego Dowództwa Sił Połączonych Brunssum, jest ćwiczeniem na poziomie operacyjnym i taktycznym, mającym na celu wzmocnienie odstraszania i obrony Sojuszu.
Ćwiczenia zakończyły się 28 lutego na Poligonie Drawskim. Następnie wszystkie jednostki dołączyły do ćwiczeń Dragon 24.

## Quadriga 2024

Mapa czterech kierunków manewrów przeprowadzanych w ramach Quadriga 2024

W ramach Steadfast Defender 2024 Bundeswehra przeprowadziła ćwiczenia Quadriga 2024. Quadriga 2024 jest ponownie podzielona na cztery manewry, które mają na celu przećwiczenie alarmowania, przemieszczania wojsk i walki. Cztery podmanewry to Grand Center w połowie do końca lutego, Grand North w połowie lutego do połowy marca, Grand South pod koniec kwietnia do kuadriga w maju 2024 r..
W ćwiczeniach brało udział ponad 12 000 żołnierzy Bundeswehry, w szczególności z 10 Dywizji Pancernej. Według inspektora generalnego Bundeswehry, Carstena Breuera, Quadriga 2024 jest "pierwszym ćwiczeniem Bundeswehry, w którym obrona wschodniej flanki NATO jest połączona z rolą Niemiec jako filaru obrony Europy".

## Joint Warrior 24-1

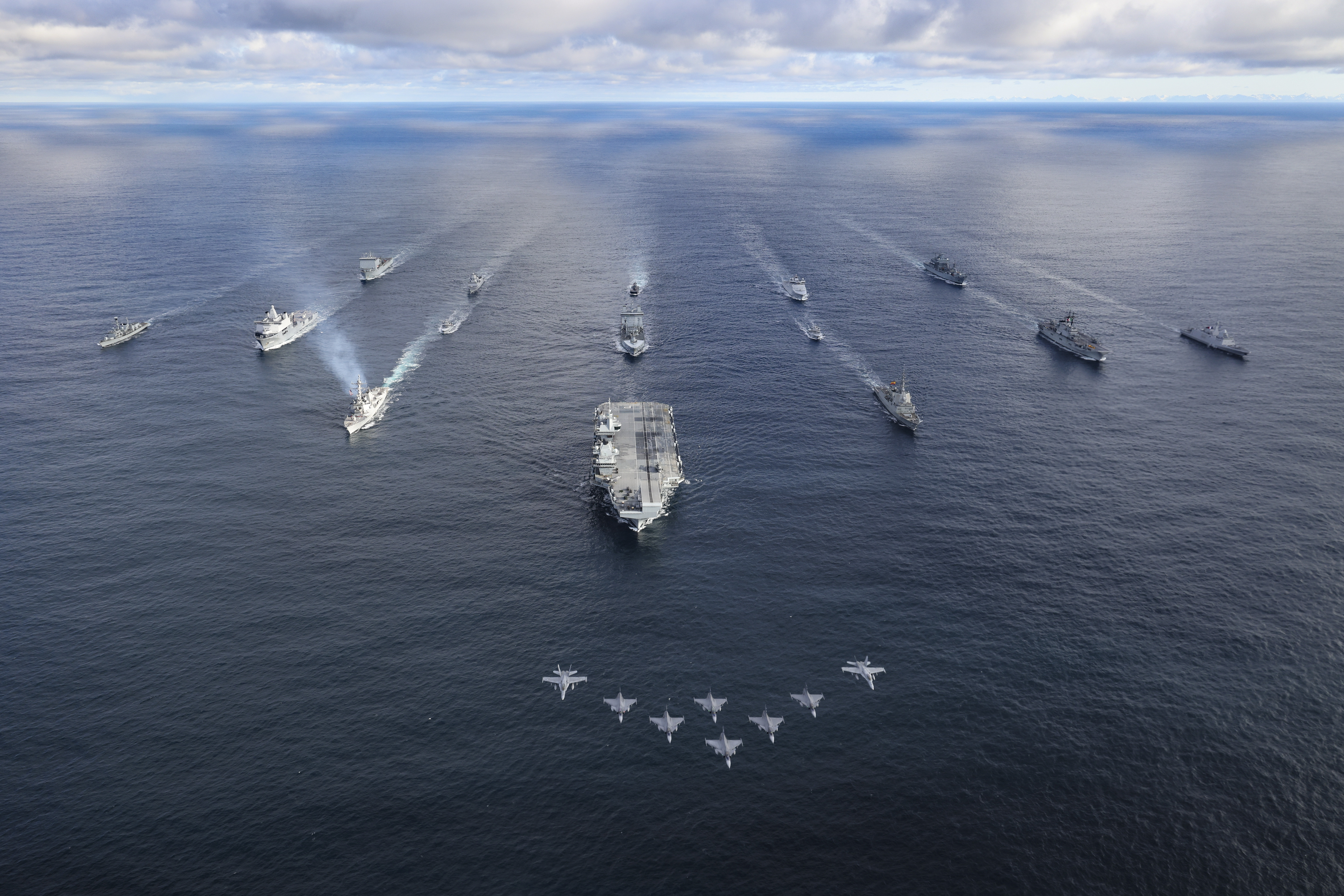
Lotniskowiec HMS Prince of Whales wraz z 14 innymi okrętami i myśliwcami F-35B w trakcie ćwiczeń Joint Warrior 24-1

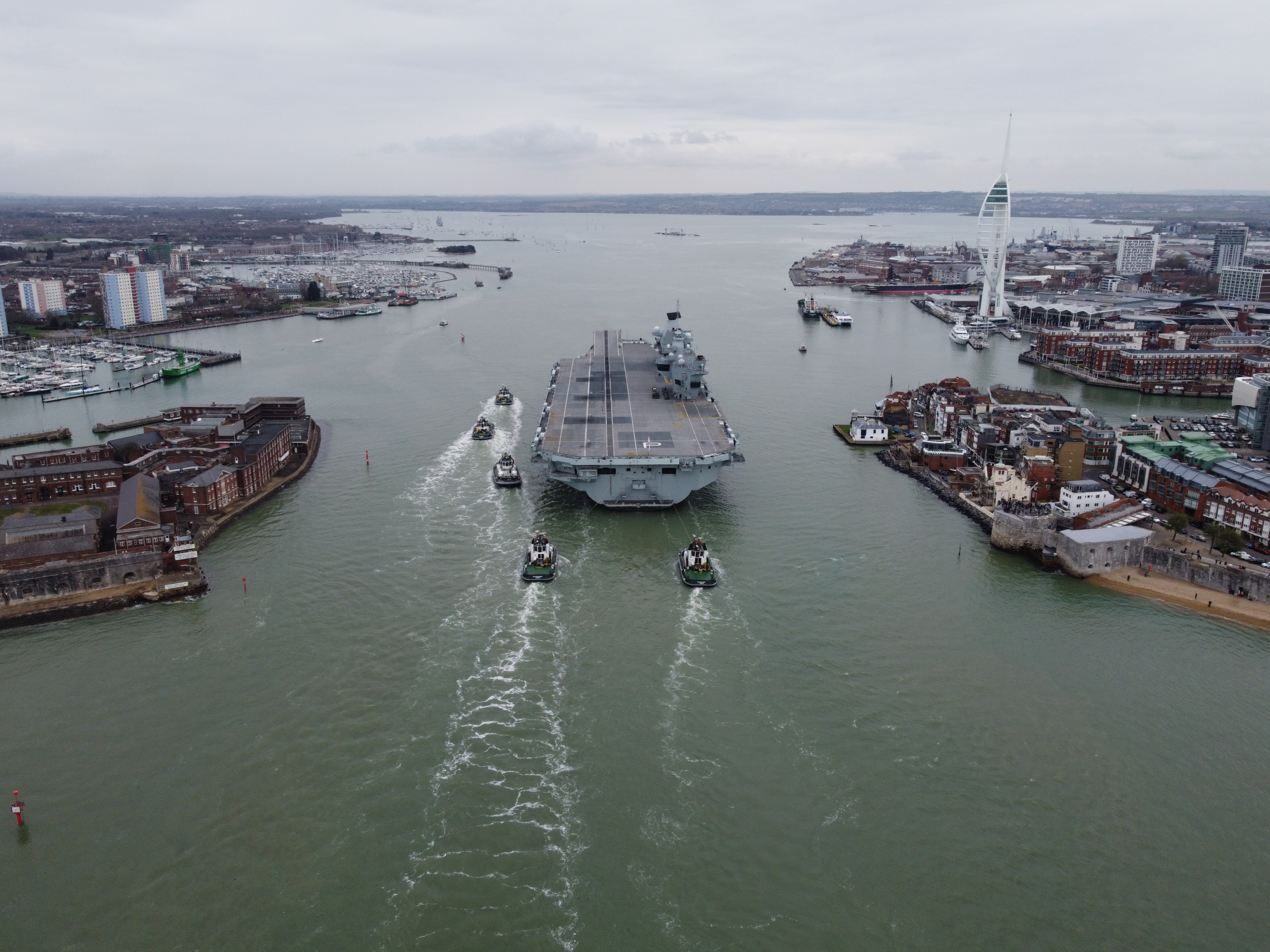
Lotniskowiec HMS Prince of Whales wracając do Portsmouth po zakończonych ćwiczeniach Steadfast Defender 24

Ćwiczenie Joint Warrior jest testem zdolności uderzeniowych brytyjskich lotniskowców i integracji i współpracy z sojusznikami i partnerami NATO.
W ćwiczeniach brało udział ponad 20 000 osób, 30 statków, 4 okręty podwodne i wiele samolotów, od patroli morskich i myśliwców piątej generacji po transportowce wojsk. Wśród państw uczestniczących w ćwiczeniu znajdują się Kanada, Dania, Francja, Niemcy, Holandia, Norwegia, Hiszpania, Polska, Wielka Brytania i Stany Zjednoczone. Siłami morskimi dowodził HMS Prince of Wales, wraz z zaokrętowanym skrzydłem lotniczym.
W Joint Warrior 24-1 zaangażowane były siły Standing NATO Maritime Group 1 oraz Standing NATO Mine Countermeasures Group 1. Do wykorzystanych okrętów należały:
W grupie SNMG1:
- Hiszpańska Marynarka Wojenna:
  - ESPS Almirante Juan de Borbon (F102)
  - ESPS Cantabria (A15)
- Niemiecka Marynarka Wojenna: 
  - FGS Bonn (A413)
- Francuska Marynarka Wojenna:
  - FS Normandie (D651)

W grupie SNMCMG1:
- Niemiecka Marynarka Wojenna:
  - FGS Donau (A516)
- Estońska Marynarka Wojenna:
  - ENS Ugandi (M315)
- Holenderska Marynarka Wojenna:
  - HNLMS Zierikzee (M862)
- Francuska Marynarka Wojenna:
  - FS Andromede (M643)
- Belgijska Marynarka Wojenna:
  - BNS Crocus (M917)
- Norweska Marynarka Wojenna:
  - KNM Maaloy (M342)

Po ćwiczeniu Joint Warrior, większość sił morskich wzięło udział w innym ćwiczeniu z serii Steadfast Defender, dowodzonym przez Norwegię ćwiczeniu Nordic Response.

## Dragon 24
W ćwiczeniach Dragon 24 brało udział 20 000 żołnierzy z 9 państwa członkowskich NATO, w tym 15 000 żołnierzy z Polski, i 3 500 jednostek sprzętu. Główne siły do oddziału ćwiczeń wystawiła 11 Lubuska Dywizja Kawalerii Pancernej wsparta żołnierzami wojsk specjalnych, sił powietrznych, marynarki wojennej i obrony terytorialnej. W ćwiczenie zaangażowane są również elementy pozamilitarnej części systemu obronnego państwa, poczynając od administracji rządowej poprzez administrację samorządową na szczeblu wojewódzkim, powiatowym i gminnym. W ćwiczenia zaangażowane zostały również jednostki wzmocnionej Wysuniętej Obecności NATO (eFP).
Celem ćwiczeń było dotarcie jednostek wojskowych do poligonu w Bemowie Piskim.
Kluczowymi elementami ćwiczeń była przeprawa wojsk sojuszniczych przez Wisłę oraz przemieszczenie Sił Szybkiego Reagowania NATO (VJTF), które łączyły ćwiczenia Dragon 24 z ćwiczeniem Brilliant Jump 24.

## Defender 24
Ćwiczenie Defender 24 (Dynamic Employment of Forces to Europe for NATO Deterrence and Enhanced Readiness) koncentruje się na strategicznym rozmieszczeniu kontynentalnych sił zbrojnych USA, wykorzystaniu wstępnie rozmieszczonych zapasów armii amerykańskiej oraz interoperacyjności z sojusznikami i partnerami w miejscach ćwiczeń w 13 krajach europejskich. Jego celem jest odstraszanie przeciwników, przekształcanie dowodzenia misjami operacyjnymi, budowanie gotowości i wzmacnianie Sojuszu NATO. W ćwiczeniu bierze udział ponad 17 000 amerykańskich i 23 000 wielonarodowych członków sił zbrojnych z 20 krajów sojuszniczych i partnerskich, w tym z Chorwacji, Czech, Danii, Estonii, Finlandii, Francji, Niemiec, Gruzji, Węgier, Włoch, Łotwy, Litwy, Mołdawii, Holandii, Macedonii Północnej, Norwegii, Polski, Rumunii, Słowacji, Hiszpanii, Szwecji i Wielkiej Brytanii.

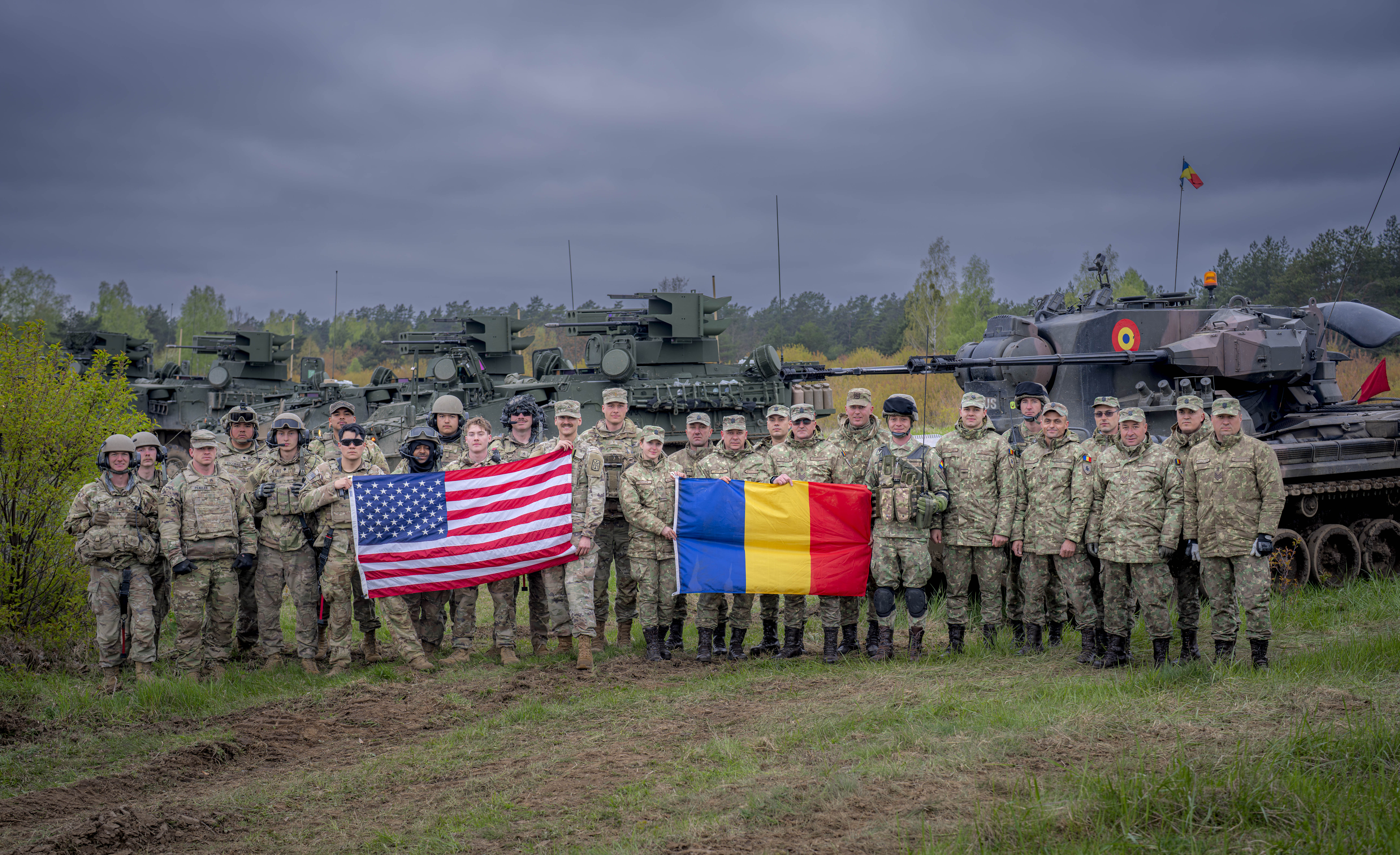
Wojska amerykański i rumuńskie biorące udział w ćwiczeniach Saber Strike, 22 kwietnia 2024 r. W tle amerykańskie baterie Stryker M-SHORAD i rumuńskie Gepard.